# Éléonore d'Aragon (1182-1226)
Pour les articles homonymes, voir Éléonore d'Aragon.
Éléonore d'Aragon (Saragosse, 1182 † 1226) était une princesse d'Aragon devenue par mariage comtesse de Toulouse et marquise de Provence, de 1203 à 1222.

## Biographie

### Origines et mariage
Selon la Ex Gestis Comitum Barcinonensium, elle était la seconde fille et le quatrième des neuf enfants du roi troubadour Alphonse II d'Aragon et de son épouse Sancha de Castille. Elle avait pour frères aînés Pierre II le Catholique et Alphonse II, comte de Provence et de Forcalquier, et pour sœurs Constance, d'abord reine de Hongrie, puis impératrice par son mariage avec Frédéric II, et Sancie, comtesse de Toulouse.
Selon la Crónica de San Juan de la Peña, son frère Pierre II, après avoir marié l'aînée des trois sœurs, Constance, scella l'union de la cadette, Éléonore, avec Raymond VI de Toulouse, duc de Narbonne et marquis de Provence, dans le but de mettre un terme aux dissensions avec les comtes de Toulouse.
Raymond VI était le fils aîné de Raymond V et de Constance de France, fille du roi Louis VI dit le Gros et d'Adélaïde de Maurienne. Ses parents se séparèrent en 1165 après la naissance de leur quatrième enfant. Ce qui constituait déjà le cinquième mariage du comte fut célébré en janvier 1204, dès qu'il eut répudié sa quatrième épouse, une princesse chypriote fille de l'empereur usurpateur Isaac Comnène et dont l'identité exacte reste inconnue. Il n'eut pas d'enfants d'Éléonore. 
Par ce mariage, la jeune fille devint comtesse consort de Toulouse et donc souveraine d'une terre destinée, dans les années qui suivirent, à subir les affres de la guerre, la Croisade des Albigeois, que le pape Innocent III avait lancée contre son mari, plusieurs fois excommunié. Dans le testament de Raymond VI de 1209, Éléonore est citée (Alienor uxor mea) : il y fait également mention de son fils Raymond, de son frère Baudouin et de ses enfants naturels. 

### Continuation de la politique matrimoniale d'alliance avec les comtes de Toulouse
Son frère, Pierre II, continuant sa politique matrimoniale de renforcement des liens avec le comté de Toulouse, maria en 1210 la benjamine des trois sœurs, Sancie, au fils de Raymond VI issu de son union avec Jeanne d'Angleterre. Éléonore devint donc la belle-mère de sa sœur.   
Grâce à ces deux mariages, Raymond VI put réclamer le soutien de son beau-frère qui, le 16 juillet 1212, avait été l'un des rois chrétiens vainqueurs de la bataille de Las Navas de Tolosa, contre les Maures d'al-Andalus. Pierre se plaignit au pape des abus infligés à Raymond et à ses vassaux et Innocent III décida de réunir un concile à Lavaur, présidé par l'évêque de Narbonne, au cours duquel la défense de Raymond devait être écoutée et les requêtes de Pierre II écoutées. Mais le concile condamna Raymond et l'excommunia, sans tenir compte des demandes de Pierre Il pour que ses terres lui fussent restituées. En outre, Pierre, qui avait défendu Raymond, fut également menacé d'excommunication. Pierre II décida alors de s'engager aux côtés de Raymond, prenant la tête d'une coalition formée par les comtes de Toulouse, de Foix et de Comminges, et du vicomte de Béarn, pour combattre ouvertement Simon de Montfort. Le choc se produisit à Muret, où Pierre fut tué sur le champ de bataille le 12 septembre 1213.

### Chute deRaymondVI, excommunication et reprise du pouvoir
En novembre 1215, lorsque Raymond VI se rendit à Rome pour plaider sa cause devant le Quatrième concile du Latran, qui condamna l'hérésie cathare et soutint inconditionnellement la croisade, il fut reconnu coupable et dépouillé de tous ses biens. Éléonore, en revanche, fut jugée bonne catholique et sa dot fut conservée intacte. Raymond VI, privé de toutes ses sources de revenus, se vit malgré tout assigner une rente annuelle de 400 marcs d'argent. Ses terres seraient conservées par l'Eglise et remises à son fils, le futur Raymond VII, à sa majorité. 
Éléonore perdit momentanément le titre de comtesse de Toulouse mais conserva son titre de marquise de Provence, le territoire étant resté sous le contrôle de son mari, contre la volonté du pape. Courant 1217, Raymond VI, avec l'aide de son fils, parvint à reconquérir sa capitale et un an après, il reprenait le contrôle de son comté. 
Éléonore resta veuve en 1222 et son beau-fils et beau-frère, le jeune Raymond VII n'eut pas à lutter longtemps contre les croisés, car la même année, le conflit s'éteignit, avant de reprendre en 1226, année de la mort d'Éléonore, sous la conduite du roi Louis VIII.